# EXPeriment RE-entry Space System
Pour les articles homonymes, voir Express.
EXPRESS (EXPeriment RE-entry Space System) est un satellite nippo-allemand lancé le 15 janvier 1995 conçu pour mener des expériences en impesanteur et devant être récupéré en fin de mission. Le lancement a échoué partiellement et le satellite a été injecté sur une mauvaise orbite qui l'a fait rapidement retomber sur Terre, sans avoir pu effectuer sa mission.

## Historique
Le projet a débuté à la fin des années 80 par une demande de réalisation d'expériences en impesanteur devant utiliser des fusées nationales Mu et l'Allemagne y a été associée.
Les objectifs sont :
- Établissement d'opportunités pour mener des expériences flexibles et proactives d'utilisation de l'environnement spatial,
- Développement technologique visant à promouvoir l'utilisation industrielle de l'environnement spatial,
- Recherche sur la technologie de rentrée atmosphérique et de la récupération.

Pour la capsule de récupération, une capsule russe a été fabriquée à la demande de l'agence spatiale allemande (DARA). La capsule devait embarquer environ 5 expériences.
Lors du premier tir le 15 janvier 1995 par la fusée japonaise Mu-3SII, une expérience de création de catalyseur pour le raffinage du pétrole devait être réalisée pendant 5 jours en orbite terrestre puis la capsule devait rentrer dans l'atmosphère et être récupérée dans le désert près de Woomera, dans le sud de l'Australie, mais le lancement échoua et l'expérience ne fut finalement menée qu'une fois. Le deuxième lancement et les suivants auraient dû être effectués par des fusées J-I.

## Organismes
Les organisations impliquées au projet sont l'Institut des sciences spatiales et astronautiques (ISAS) et le ministère du Commerce extérieur et de l'Industrie, l'agence spatiale allemande (DARA), la DASA et le Centre allemand d'opérations spatiales. L'USEF a supervisé avec le ministère du Commerce extérieur et de l'Industrie et l'Organisation pour le développement des énergies nouvelles et des technologies industrielles l'étude du système, la mise au point et la planification de l'expérience.
L'expérience de rentrée dans l'atmosphère devait être menée conjointement par le Japon et l'Allemagne.

## Caractéristiques
La capsule utilisée pour l'expérience était composée d'un module de rentrée récupérable contenant les expériences, et d'un module de service. L'ensemble mesurait 2,2 m de long pour 1 m de diamètre et pesait 770 kg.
Le déroulement prévu de la mission prévoyait 5 jours en orbite pour les expériences en impesanteur suivis d'une désorbitation contrôlée et, une fois placée sur la trajectoire de rentrée, le module de service devait être largué tandis que le module de rentrée mesurerait l'environnement de vol depuis environ 120 km d'altitude. Après diverses expériences avec des matériaux résistant à la chaleur, il déploierait son parachute, et activerait sa balise et atterrirait dans le désert.
Le module de rentrée était équipé de deux fours (Crystalgrowth of catalyst for refining petroleum, CATEX), et des expériences High performance material experiment (HIPMEX), Re-entry Experiment (RTEX), Ceramic tile experiment (CETEX), Pyrometric re-entry experiment (PYREX) et Rarefied flux experiment (RAFLEX).
Un soutien financier international a été pris en compte après l'effondrement de l'Union soviétique. La capsule de récupération est basée sur une tête nucléaire du programme OGCh.

## Échec du lancement et découverte de la capsule
Devant être initialement lancé fin 1993, le satellite a été lancé un an plus tard, le 15 janvier 1995 par une fusée Mu-3SII depuis le centre spatial de Kagoshima. Il était prévu de l'injecter sur une orbite elliptique avec un périgée de 210 km, un apogée de 400 km, une inclinaison orbitale de 31 degrés et une période de 90 minutes. Cependant, après la séparation du premier étage, une vibration anormale est survenue et le satellite a été placé sur une orbite ayant un périgée de 110 km, un apogée de 250 km et une inclinaison orbitale de 33 degrés. Sans contact avec l'appareil 9 heures après le lancement malgré plusieurs tentatives de réception d'une onde radio, le Centre allemand d'opérations spatiales a mis fin à la mission et a conclu qu'EXPRESS avait été largué et immergé dans l'océan Pacifique après avoir bouclé deux orbites.
En réalité, toutefois, la capsule a atterri sous parachute avec succès dans un champ dans un village de montagne situé à 100 km au nord de Tamale, au Ghana,. 35 secondes de télémesure reçues par la station au sol de Santiago du Chili ont prouvé le bon fonctionnement du système de télémesure et de télécommande embarqué du satellite. Comme du russe était écrit sur la surface de la capsule, on soupçonnait qu’il s’agissait au début d’une ogive, mais il semblerait qu’il existe une légende dans la région : « vous pouvez être heureux si vous touchez quelque chose qui tombe du ciel » et la capsule a été stockée presque en bon état à la base aérienne de Tamale.
Le lien entre l'objet tombé du ciel au Ghana et le satellite perdu a été trouvé par Geoffrey Perry (en), un collecteur d'informations britannique, en s'appuyant sur un article d'un journal ghanéen en janvier 1996, ce qui a été confirmé. Il a été ensuite ramené à Brême, en Allemagne et une étude détaillée sur les résultats de résistance à la chaleur due à la rentrée est menée en collaboration au Japon et en Allemagne.
ERNO, un constructeur allemand, a fait don d’une école primaire au village et lui a exprimé ses remerciements.